# بذل المدنية
بَذْل المدنيَّة (توفيت 199هـ / 814م) هي جارية ومغنية من المدينة المنورة، عاشت في العصر العبَّاسي. كانت مملوكة للأمير جعفر بن الهادي ثم انتقلت إلى ملكية الخليفة محمد الأمين.

## سيرتها
كانت بذل من مولدات المدينة المنورة. ابتاعها الأمير جعفر بن الهادي ابن الخليفة موسى الهادي. رغب فيها ابن عم جعفر لاحقًا، الخليفة محمد الأمين (حكم 193 – 198هـ / 809 – 813م)، فاشتراها منه بحيلةٍ ما.
أجادت بذل أصوات الغناء واللحن حتى قيل بأنها تحفظ وتجيد أداء ثلاثين صوتًا (لحنًا). ومما يدل على مهارتها أنها كانت تغني بحضرة الموسيقيُّ الشهير إسحاق الموصلي ثلاثة أصوات تعلمتها من أستاذ الغناء الأكبر في عصره ووالد إسحاق إبراهيم الموصلي.
بقيت بذل دون زواج طوال حياتها رغم الفرص التي أتيحت لها للزواج من القادة والكتاب الكبار في الدولة.

## وفاتها
عاشت بذل بقية حياتها معتزلة أو في حجر خاص داخل قصر المنصور في بغداد حتى وفاتها سنة 199هـ / 814م، بعد نحو سنة من مقتل الخليفة الأمين ونهاية الحرب بين الأخوين.

### فهرس المنشورات
1. 1 2 3 4 5  حسن (2013)، ص. 85.

### معلومات المنشورات كاملة
الكتب مرتبة حسب تاريخ النشر
- سولاف فيض الله حسن (2013). دور الجواري والقهرمانات في دار الخلافة العباسية (ط. 1). دمشق: صفحات للدراسات والنشر والتوزيع. ISBN:978-9933-495-13-8. OCLC:6914266520. OL:43175027M. QID:Q125689500.